# 石家庄市市长列表
石家庄市，1948年前称石门市，1925年-1928年第一次筹备设石门市，1938年1月15日至1939年10月6日 第二次筹备设立石门市，1939年10月7日石门市正式设立，1947年11月12日中国人民解放军晋察冀野战军占领石门市，1947年12月26日改名为石家庄市至今。
下表列出历任河北省石家庄市市长：

## 中华民国时期

### 北洋政府时期

#### 石门市政公所市长（石门市第一次筹备设立）
石门市政公所于1925年4月1日开始筹备。1925年（民国十四年）6月24日，中华民国临时执政命令直隶省建立石家市，以“石家庄为其区域”，实行市自治制。1925年8月29日，中华民国临时执政以指令第1273号，批准“将直隶省石家庄、休门2市合并，更名为石门市，以符名实”。同年，因实行市自治制，将警察局改为警察厅，归省直辖。1926年石门商务会着手组建石门市政公所，1927年4月29日，周化邦市长正式就任，石门市政公所正式成立。1928年（民国十七年）南京国民政府颁布《特别市、普通市组织法大纲》，正式将“市”作为地方行政建制，同时通令全国，取消所有市政公所，废除直隶省“市自治制”。石门由于不具备设立建制市的条件，仍归属获鹿县管辖。
驻地：石家庄原南湾街路西8号住户处，现已不存，今位置为石家庄市中山东路与站前街交叉口东南角附近。
1. 周维新（又名周化邦）：1927年4月29日-1928年

### 日占时期（1937-1945）

#### 石门市政公署筹备处处长（石门市第二次筹备设立）
1937年抗日战争爆发后，日军华北方面军第14师团于1937年10月10日占领石门，开始对石家庄地区进行统治。石门归属中华民国临时政府管辖。1938年1月15日，成立市政公署筹备处，第二次筹备建市。
驻地：今石家庄市南大街（中山东路品汇时代东侧小路，北至新华路接北大街，在地图上已不再显示）北段，大桥街以北部分。（解放军占领前此段向北不通，占领后始与新华路打通）
1. 马鹤俦：1938年1月15日－1939年10月6日

#### 石门市公署市长
驻地：今石家庄市南大街（中山东路品汇时代东侧小路，北至新华路接北大街，在地图上已不再显示）北段，大桥街以北部分。（解放军占领前此段向北不通，占领后始与新华路打通）
1. 马鹤俦：1939年10月7日－1940年2月4日
2. 蒋静轩：1940年2月4日－？
3. 张格：？-？
4. 韩亚援： ？ －？
5. 孙世荣： －1944年11月
6. 管锡山：1944年11月－1945年8月

### 国民政府时期（1945-1947）
1945年8月抗日战争结束后，国民政府接管石门市。（期间中共军队也曾试图派员接管石门市）于1945年11月首先成立了河北省十一区专员公署及石门市政管理处，后于1946年5月1日正式成立国民政府辖下的石门市政府

#### 石门市政管理处接收负责人
驻地：今石家庄市南大街（中山东路品汇时代东侧小路，北至新华路接北大街，在地图上已不再显示）北段，大桥街以北部分。（解放前此段向北不通，解放后始与新华路打通）
1. 文光涛：1945年11月－1946年5月1日

#### 石门市政府市长
1. 尹文堂：1946年5月1日-1947年11月12日

### 解放区时期（1947-1949）
1947年11月12日中国人民解放军晋察冀野战军解放石门市，随后成立晋察冀边区石门市政府，1947年12月26日石门市改称石家庄市，政府名称随之改为晋察冀边区石家庄市政府

#### 晋察冀边区石门市政府市长
驻地：今石家庄市中山路原市人民银行桥西办事处所在地
1. 柯庆施：1947年11月12日-1947年12月26日

#### 晋察冀边区石家庄市政府市长
驻地：今石家庄市中山路原市人民银行桥西办事处所在地
1. 柯庆施：1947年12月26日-1948年11月2日

#### 石家庄市政府市长
1948年9月26日，华北人民政府成立，石家庄市改属华北人民政府领导，11月2日将“晋察冀边区石家庄市政府”改称“石家庄市政府”。1949年8月1日，河北省人民政府成立，石家庄市改属河北省人民政府领导，为省辖市。
驻地：今石家庄市中华北大街3号 河北物资大厦所在地
1. 柯庆施：1948年11月2日-1949年4月
2. 刘秀峰：1949年4月-1949年10月26日

## 中华人民共和国时期

### 石家庄市人民政府市长
1949年10月26日，石家庄市政府改称石家庄市人民政府。
驻地：今石家庄市中华北大街3号 河北物资大厦所在地
1. 毛铎：1949年10月26日－1951年12月
2. 臧伯平：1951年12月-1952年6月
3. 康修民：1952年6月-1955年1月

### 石家庄市人民委员会市长
1955年1月14日，“石家庄市人民政府”改称“石家庄市人民委员会”。
驻地：今石家庄市中华北大街3号 河北物资大厦所在地，
1958年5月后 迁至今长安区东大街南头路东，今河北省军区宿舍处。1961年6月后迁至今石家庄市中山东路216号，石家庄市政府今址
1. 康修民：1955年1月14日-1956年12月
2. 苏应明：1956年12月－1958年5月
3. 马赋广：1958年5月－1960年2月
4. 张屏东：1960年2月-1961年6月
5. 吴双霖：1961年6月－1963年5月
6. 王布云：1963年5月-?
7. 刘庆林:         ?-       1966年8月
8. 贾然：1966年8月-1967年12月（第一次）

### 石家庄市革命委员会主任
1967年12月21日，石家庄市革命委员会成立
驻地变迁：1967年12月至1968年4月在中山东路216号今址，1968年4月迁至中山东路原自行车管理所院内，1972年10月迁到青园街23号原石家庄市委机关院内，1979年迁回中山东路216号现址至今
1. 刘炎田：1967年12月21日－1973年年3月
2. 庞钧：1973年3月－1975年11月
3. 张建尧：1975年11月－1979年4月
4. 贾然：1979年4月-1982年8月（第二次）

### 石家庄市人民政府市长（续）
1982年8月12日，石家庄市第六届人民代表大会第一次会议，选举了市长、副市长，恢复了“石家庄市人民政府”名称至今。
1. 刘力夫：1982年8月12日－1983年9月
2. 王葆华：1983年9月－1988年5月
3. 罗植龄：1988年5月-1990年8月
4. 沈志峰：1990年8月－1997年12月（1990年8月-1991年4月任代市长）
5. 张二辰：1997年12月－2000年2月
6. 臧胜业：2000年2月－2005年3月（2000年2月-2001年2月任代市长）
7. 吴显国：2005年4月－2006年12月（2005年4月-2005年6月任代市长）
8. 冀纯堂：2006年12月-2008年9月（2006年12月-2007年1月任代市长）
9. 艾文礼：2008年9月-2011年12月（2008年9月-2009年1月任代市长）
10. 姜德果：2011年12月-2013年2月 （2011年12月-2012年1月任代市长）
11. 王亮：2013年2月-2015年7月 （2013年2月-2013年4月任代市长）
12. 邢国辉：2015年7月-2016年12月（2015年7月-2015年9月任代市长）
13. 邓沛然：2016年12月-2021年1月（2016年12月-2017年4月任代市长）
14. 马宇骏：2021年1月-2025年8月（2021年1月-2021年2月任代市长）
15. 王现坤：2025年8月-（2025年8月-任代市长）